# Armande Boulanger
Armande Boulanger est une actrice française, née le 24 mars 1997 dans le 12e arrondissement de Paris.

## Biographie
Armande Boulanger commence sa carrière au théâtre à l'âge de 9 ans dans Le Petit Prince, mis en scène par Virgil Tănase. Musicienne, elle fréquente le collège Rognoni. Après un bac littéraire option théâtre au lycée Victor Hugo, elle poursuit sa carrière au cinéma, à la télévision et au théâtre.
En 2015, elle fait partie de la liste des Révélations de l'Académie des arts et techniques du cinéma pour son rôle aux côtés de Philippe Torreton dans La Pièce manquante de Nicolas Birkenstock. La même année, elle joue dans la première mise en scène d'Isabelle Carré, De l'influence des rayons gamma sur le comportement des marguerites de Paul Zindel, au Théâtre de l'Atelier.
En 2019, elle figure au casting d'Une intime conviction d'Antoine Raimbault, film reconstituant en partie le deuxième procès de Jacques Viguier. En 2021 elle est à l'affiche du film Eiffel de Martin Bourboulon.

## Filmographie

### Cinéma

#### Longs métrages
- 2013 : Au bonheur des ogres de Nicolas Bary : Thérèse Malaussène
- 2014 : La Pièce manquante de Nicolas Birkenstock : Violette
- 2019 : Une intime conviction d'Antoine Raimbault : Clémence Viguier
- 2019 : Portrait de la jeune fille en feu de Céline Sciamma : l'élève peintre à l'atelier de Marianne
- 2021 : Eiffel de Martin Bourboulon : Claire Eiffel

#### Courts métrages
- 2011 : L'avenir c'est aujourd'hui d'Anne Zinn Justin : Claire
- 2014 : Silence du léopard de Viken Armenian : Lucie
- 2015 : Je ne suis pas un cygne d'Armand Lameloise : Chloé
- 2016 : Dernières Nouvelles du monde de François Prodromidès : Sarah
- 2016 : Rages de Scott Noblet : Sasha
- 2017 : Voir le jour de François Le Gouic
- 2017 : Cœurs sourds d'Arnaud Khayadjanian : Yulya
- 2019 : Yandere de William Laboury : Sophie
- 2019 : La fille des champs et le garçon du bois de Youri Tchao-Débats : Anouk
- 2021 : Ourse de Nicolas Birkenstock : Ourse
- 2022 : Celles qui restent de Fiorella Basdereff : Charlotte
- 2025 : Le temps de s'adorer de Fiorella Basdereff : Charlotte

### Télévision

#### Séries télévisées
- 2015 : Les Revenants (saison 2) de Fabrice Gobert : Audrey Sabatini

#### Téléfilms
- 2009 : Louis XV, le Soleil noir de Thierry Binisti : Louise
- 2017 : Un ciel radieux de Nicolas Boukhrief : Emma

## Théâtre
- 2006 : Le Petit Prince d'Antoine de Saint-Exupéry, mise en scène de Virgil Tănase, Théâtre Michel, Comédie des Champs Élysées : la Rose
- 2015 : De l'influence des rayons gamma sur le comportement des marguerites de Paul Zindel, mise en scène d'Isabelle Carré, Théâtre de l'Atelier : Mathilda
- 2016 : Le Livre de Dina d'Herbjørg Wassmo, mise en scène de Lucie Berelowitsch, Théâtre de l'Union : Dina

## Distinctions

### Récompenses
- Prix du Public Meilleur Jeune Espoir féminin au Festival Jean Carmet 2021 pour son rôle dans le court métrage Ourse de Nicolas Birkenstock[8]
- Prix d'interprétation au Festival de Sapporo 2021 pour son rôle dans le court métrage Ourse de Nicolas Birkenstock.

### Nominations
- César 2015 : Présélection "Révélation" pour le César du meilleur espoir féminin pour La Pièce Manquante